# Charente (fiume)
La Charente /ʃaˈʁɑ̃t/ è un fiume della Francia centro-occidentale, nella regione della Nuova Aquitania. Essa dà il nome anche ai dipartimenti della Charente e Charente Marittima (fino al 1941 Charente Inférieure).
Il fiume, lungo 360 km  è navigabile nell'interno fino a Montignac-Charente. Sulla Charente hanno sede numerose industrie, specialmente nella zona di Angoulême.

## Affluenti
I principali affluenti sono:
- L'Antenne
- Il Né
- Il Coran
- La Seugne
- Il Bramerit
- La Boutonne
- l'Arnoult
- La Gère

## Dipartimenti, città e comuni attraversati
Il fiume attraversa 120 comuni.
- Il dipartimento dell'Alta Vienne, tre comuni.
- Il dipartimento della Vienne, dieci comuni e le città di Charroux e di Civray.
- Il dipartimento della Charente, 78 comuni, dei quali a monte e a valle, le città di Gond-Pontouvre, Angoulême, Châteauneuf-sur-Charente, Jarnac e Cognac e qualche grosso villaggio come Verteuil-sur-Charente, Mansle e Bourg-Charente.
- Il dipartimento della Charente Marittima, 35 comuni dei quali, a monte e a valle, le città di Saintes, Tonnay-Charente e Rochefort e qualche grosso villaggio e borgo come Chaniers, Port-d'Envaux, Taillebourg e Saint-Savinien.

## Immagini della Charente

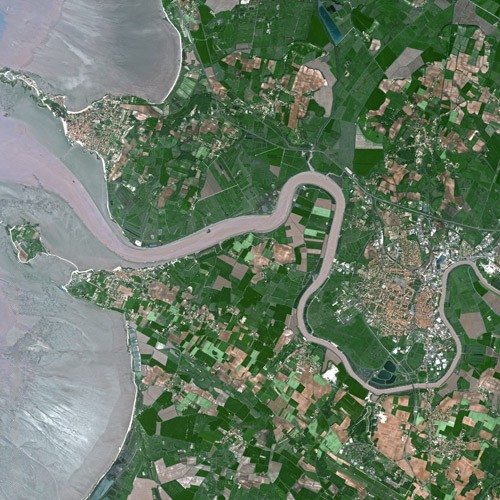
L'estuario della Charente e la città di Rochefort presi dal satellite Spot
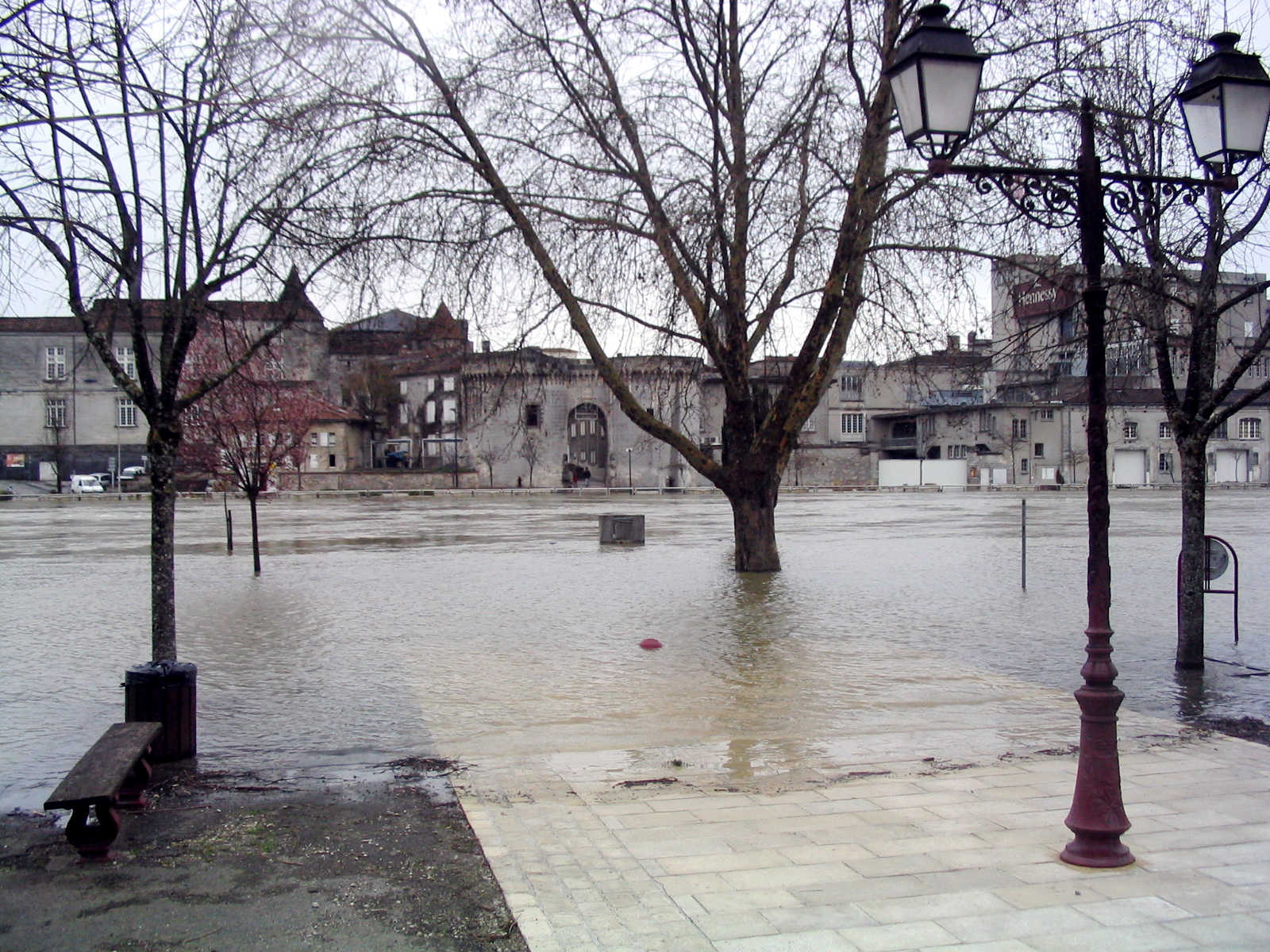
Inondazione della Charente nel marzo 2007 a Cognac
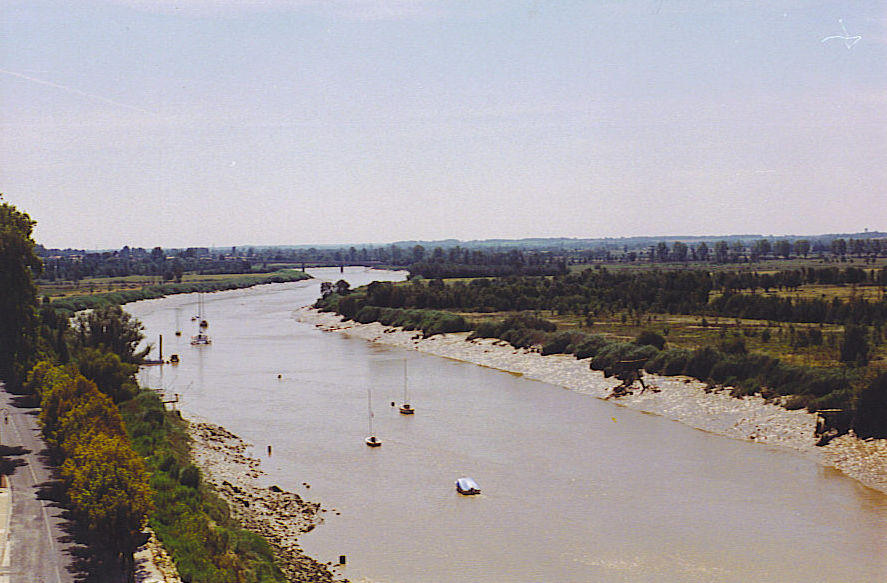
La Charente a monte del ponte sospeso a Tonnay-Charente
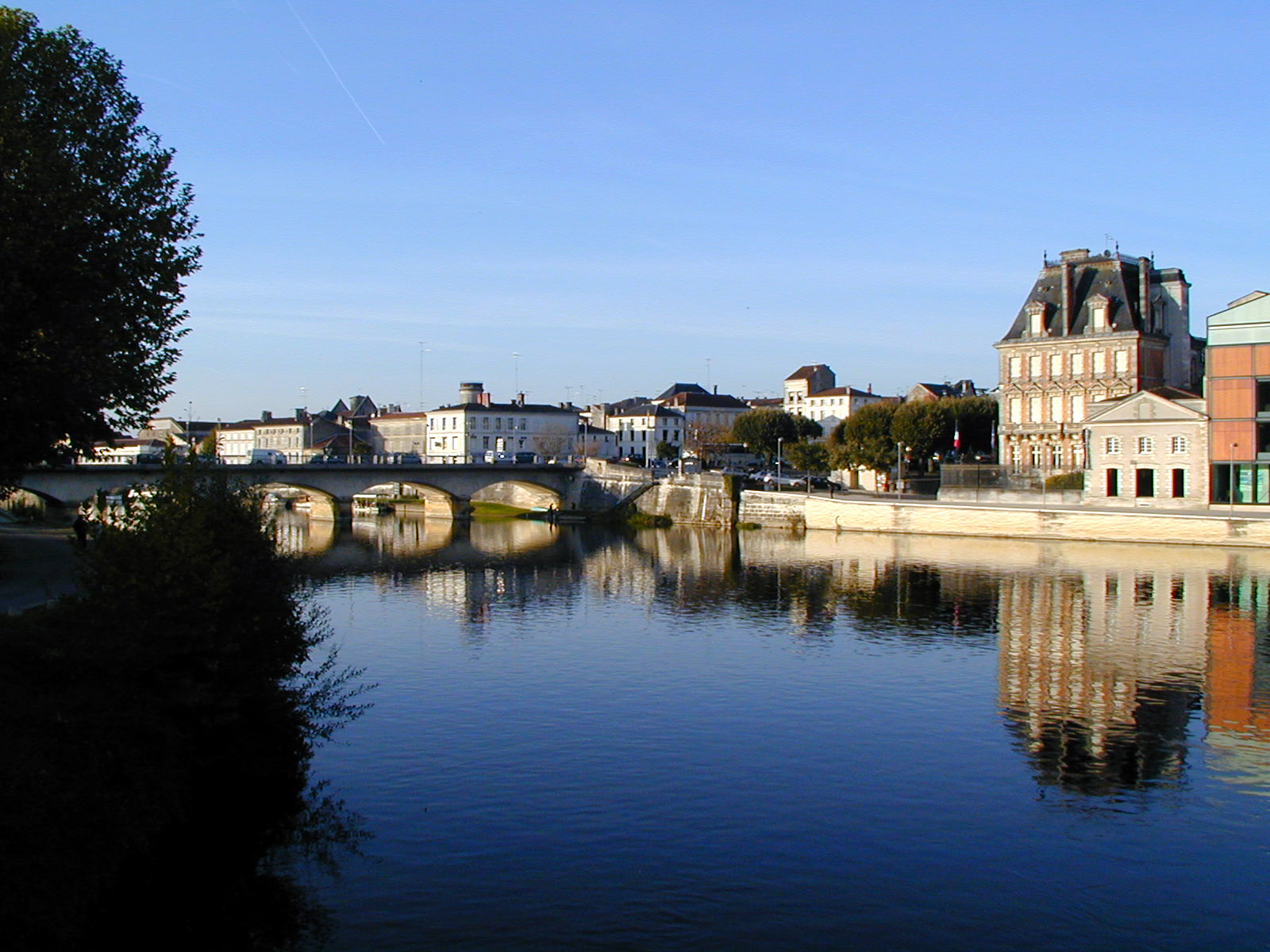
La Charente a Jarnac